# Ectropothecium inflectens
Ectropothecium inflectens là một loài Rêu trong họ Hypnaceae. Loài này được (Brid.) Besch. mô tả khoa học đầu tiên năm 1873.